# 梅乌日河畔巴雷
梅乌日河畔巴雷（法語：Barret-sur-Méouge，法語發音：[baʁɛ syʁ meuʒ]）是法国上阿尔卑斯省的一个市镇，属于加普区。

## 地理
梅乌日河畔巴雷（44°15'45"N, 5°44'1"E）面积26.72 平方千米，位于法国普罗旺斯-阿尔卑斯-蓝色海岸大区上阿尔卑斯省，该省份为法国东南部内陆省份，北起萨瓦省，西北接伊泽尔省，西南接德龙省，南至上普罗旺斯阿尔卑斯省，东北部与意大利接壤。
与梅乌日河畔巴雷接壤的市镇（或旧市镇、城区）包括：埃乌尔、奥皮埃尔、圣科隆布、圣皮耶尔阿韦、萨莱朗、巴隆、诺萨日和贝内旺、比埃什-梅乌日河谷村。

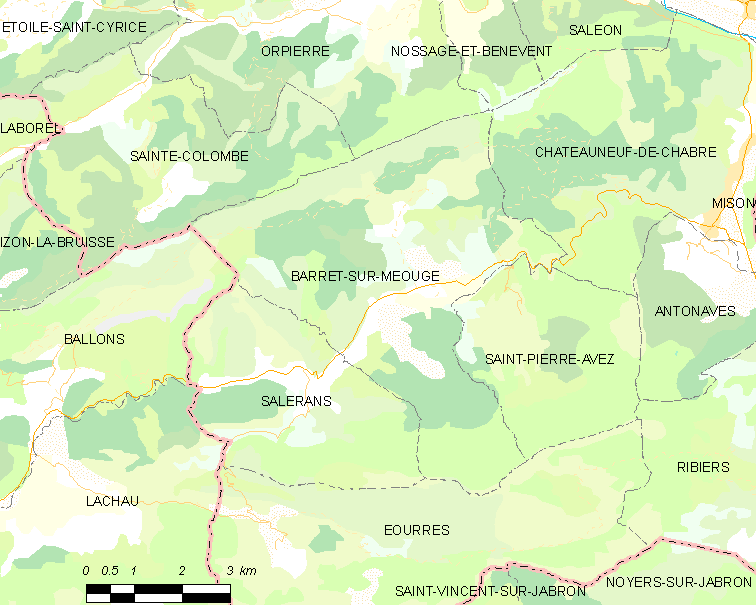
梅乌日河畔巴雷的OSM定位图

梅乌日河畔巴雷的时区为UTC+01:00、UTC+02:00（夏令时）。

## 行政
梅乌日河畔巴雷的邮政编码为05300，INSEE市镇编码为05014。

## 政治
梅乌日河畔巴雷所属的省级选区为拉拉涅蒙泰格兰县。

## 人口

1962-2008年间梅乌日河畔巴雷人口变化图示

梅乌日河畔巴雷于2022年1月1日时的人口数量为192人。